# Ross Gunn (Rennfahrer)

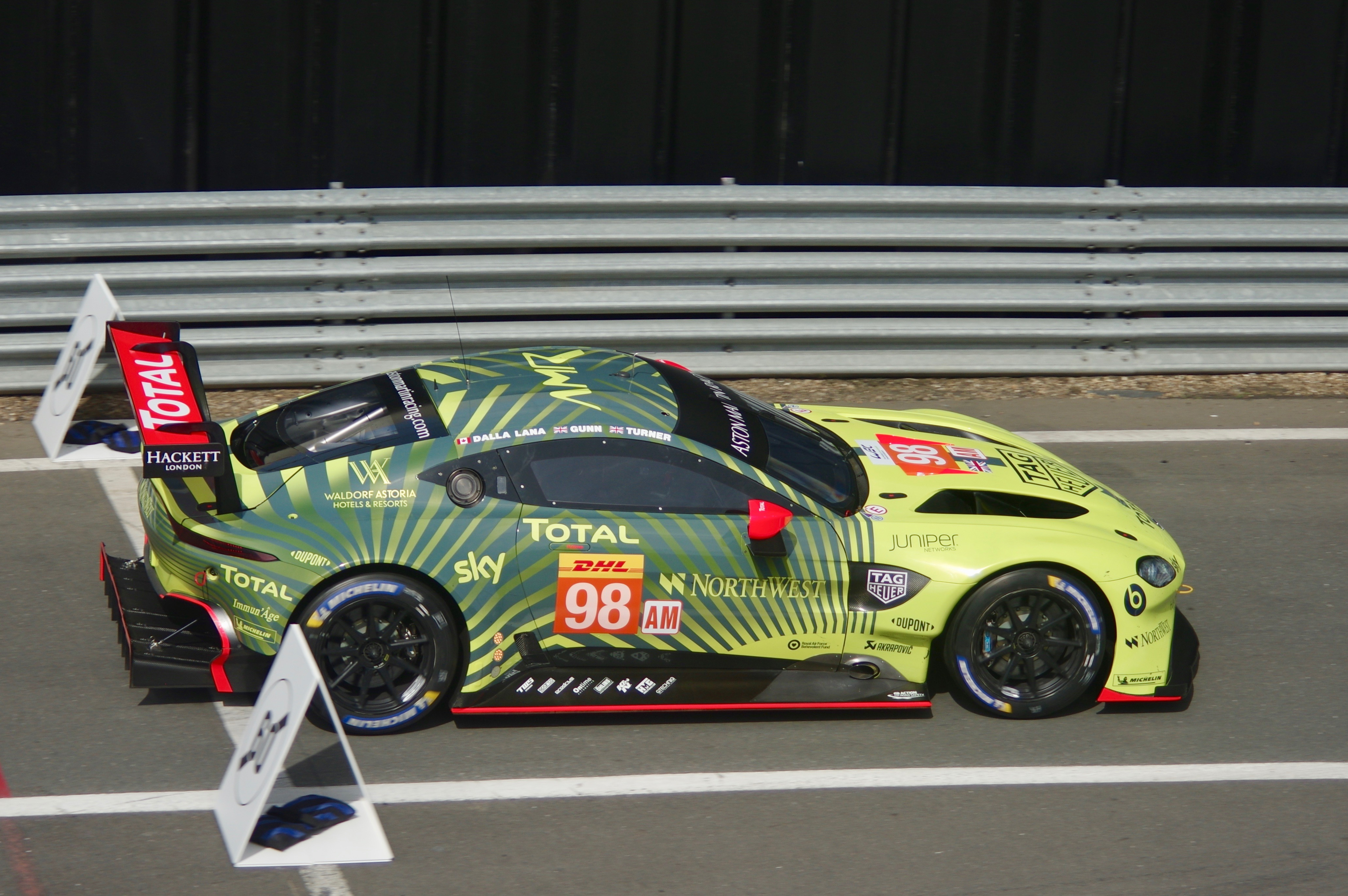
Der Aston Martin Vantage AMR von Paul Dalla Lana, Darren Turner und Ross Gunn beim 4-Stunden-Rennen von Silverstone 2019

Ross Patrick Gunn (* 1. Januar 1997 in High Wycombe) ist ein britischer Autorennfahrer.

## Karriere als Rennfahrer
Ross Gunn war einer der erfolgreichsten britischen Kartfahrer seiner Generation. 2008 gewann er im Alter von elf Jahren seine erste nationale Meisterschaft. Drei weitere Meisterschaften sollten folgen. Schwierig gestaltet sich der Umstieg in den Monopostosport. Wie viele seiner Fahrerkollegen führte der Mangel an Sponsorgeldern zu wenigen Einsätzen. Nur eine Saison konnte er finanzieren, als er 2013 Elfter der BRDC Formel-4-Meisterschaft wurde. Nach einem Jahr Rennpause stieg er 2015 als Junior-Werksfahrer von Aston Martin in den GT-Sport ein. Bereits im ersten Jahr gewann er 2015 gemeinsam mit seiner Teamkollegin Jamie Chadwick die Britische GT-Meisterschaft und siegte dabei beim 24-Stunden-Rennen von Silverstone.
Neben seinen Einsätzen in der Britischen GT-Meisterschaft kamen ab 2017 Starts im Michelin Le Mans Cup und der FIA-Langstrecken-Weltmeisterschaft hinzu. 2017 gab er mit dem 30. Gesamtrang auch sein Debüt beim 24-Stunden-Rennen von Le Mans.

## Statistik

### Le-Mans-Ergebnisse
| Jahr | Team                   | Fahrzeug                      | Teamkollege     | Teamkollege     | Platzierung | Ausfallgrund |
| ---- | ---------------------- | ----------------------------- | --------------- | --------------- | ----------- | ------------ |
| 2017 | Aston Martin Racing    | Aston Martin Vantage GTE      | Andrew Howard   | Oliver Bryant   | Rang 30     |              |
| 2020 | Aston Martin Racing    | Aston Martin Vantage AMR      | Paul Dalla Lana | Augusto Farfus  | Rang 33     |              |
| 2021 | TF Sport               | Aston Martin Vantage AMR      | John Hartshorne | Ollie Hancock   | Rang 35     |              |
| 2025 | Aston Martin THOR Team | Aston Martin Valkyrie AMR-LMH | Tom Gamble      | Harry Tincknell | Rang 14     |              |

### Sebring-Ergebnisse
| Jahr | Team                   | Fahrzeug                         | Teamkollege      | Teamkollege  | Platzierung | Ausfallgrund |
| ---- | ---------------------- | -------------------------------- | ---------------- | ------------ | ----------- | ------------ |
| 2021 | Heart of Racing Team   | Aston Martin Vantage GT3         | Roman De Angelis | Ian James    | Rang 20     |              |
| 2022 | Heart of Racing Team   | Aston Martin Vantage AMR GT3     | Maxime Martin    | Alex Riberas | Ausfall     | Bremsdefekt  |
| 2023 | Heart of Racing Team   | Aston Martin Vantage AMR GT3     | David Pittard    | Alex Riberas | Rang 34     |              |
| 2024 | Heart of Racing Team   | Aston Martin Vantage AMR GT3 Evo | Mario Farnbacher | Alex Riberas | Rang 24     |              |
| 2025 | Aston Martin THOR Team | Aston Martin Valkyrie AMR-LMH    | Roman De Angelis | Alex Riberas | Rang 9      |              |

### Einzelergebnisse in der FIA-Langstrecken-Weltmeisterschaft
| Saison  | Team                | Rennwagen                     | 1   | 2   | 3   | 4   | 5   | 6   | 7   | 8   | 9   |
| ------- | ------------------- | ----------------------------- | --- | --- | --- | --- | --- | --- | --- | --- | --- |
| 2017    | Aston Martin Racing | Aston Martin Vantage GTE      | SIL | SPA | LEM | NÜR | MEX | AUS | FUJ | SHA | BAH |
| 2017    | Aston Martin Racing | Aston Martin Vantage GTE      | 30  |     |     |     |     |     |     |     |     |
| 2019/20 | Aston Martin Racing | Aston Martin Vantage AMR      | SIL | FUJ | SHA | BAH | AUS | SPA | LEM | BAH |     |
| 2019/20 | Aston Martin Racing | Aston Martin Vantage AMR      | 19  | 29  | 21  | 20  | 20  | 25  | 33  | 22  |     |
| 2021    | TF Sport            | Aston Martin Vantage AMR      | SPA | POR | MON | LEM | BAH | BAH |     |     |     |
| 2021    | TF Sport            | Aston Martin Vantage AMR      | 35  |     |     |     |     |     |     |     |     |
| 2025    | Aston Martin THOR   | Aston Martin Valkyrie AMR-LMH | KAT | IMO | SPA | LEM | SAO | AUS | FUJ | BAH |     |
| 2025    | Aston Martin THOR   | Aston Martin Valkyrie AMR-LMH | DNF |     |     | 14  |     |     |     |     |     |